# Nilamón Toral
Nilamón Toral Azcona (Dosbarrios 15-05-1908 - Madrid, 30-10-1983) fue un comunista español que participó como jefe de milicias en la guerra civil española al mando de varias unidades militares. 

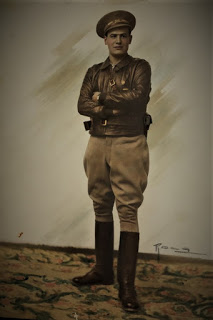
Nilamón Toral Azcona como comandante República española

## Biografía
Nació en la localidad toledana de Dosbarrios en 1908 el día 15 de mayo.
Exboxeador, miembro de las Juventudes Socialistas, antes de la guerra tenía negocios de importaciones y exportaciones y también tenía una fábrica de harina a medias con un socio francés.
Al estallar la guerra estaba trabajando en Valdemoro (Madrid) en su fábrica de harinas, organizó a bastantes defensores de la República del pueblo de Valdemoro y con sus camiones los llevó al frente de Somosierra al comienzo de la contienda.
Cumplió el servicio militar en Madrid en el Segundo de Ferrocarriles como cabo.

### Guerra civil
A finales de agosto de 1936 se encuentra en el sector de Somosierra, como teniente de milicias al frente de una sección de voluntarios llamados “Los Barbúos”. Formará parte de la Columna Perea, luchando por el control del puerto de Navafría, siendo herido dos veces y siendo destacado por sus superiores y ascendido a capitán de milicias. Pasó posteriormente al sector de El Escorial, poniéndose al mando de la columna «Mangada» en sustitución de Juan Calvo Calvo. Cuando el 31 de diciembre de 1936 se crea el Cuerpo de Ejército de Madrid y se reorganiza el ejército republicano, su Columna Mangada pasa a denominarse 32.ª Brigada Mixta, dentro de la 3.ª División. En esas fechas aparece ascendido a comandante de milicias. En abril de 1937 es ya Mayor de milicias, y más tarde participará con su brigada en la batalla de Brunete, conteniendo el contraataque rebelde.
En agosto se le traslada junto con su brigada al frente de Aragón; se le dará entonces el mando de la llamada 3.ª Columna, formado por su 32.ª Brigada y la 116.ª Brigada Mixta, con la que participará en la batalla de Belchite.  Su unidad fue la encargada de ocupar dicho pueblo tras una dura lucha.
En septiembre de 1937 se le da el mando de la recién formada 70.ª División,  con la que participó en la ofensiva sobre Teruel, en el avance hacia el mar de los rebeldes y en la campaña del Maestrazgo. En esta última operación demostró sus mejores cualidades militares, consiguiendo contener a las tropas rebeldes y sólo retirándose al ser superados sus flancos.  Se le concedió en esta campaña el mando de dos divisiones, la 70.ª y la llamada división «Extremadura», quedando encuadradas ambas en la denominada Agrupación Toral. El 5 de mayo de 1938 fue ascendido a Teniente coronel de milicias.
El 7 de diciembre de 1938 se le da el mando de una formación militar creada en Extremadura y formada por las divisiones 28.ª, 52.ª y 6.ª, que recibirá, de nuevo, el nombre de Agrupación «Toral», y con la que participaría en la Batalla de Valsequillo, la última ofensiva republicana de la guerra. 
Al rendirse la República se retira hacia Alicante. Será apresado, e internado en el campo de concentración de Albatera.

### Posguerra y dictadura franquista
Sufrió prisión hasta el año 1944, que logró salir aunque sería por poco tiempo. En julio de 1945, cuando estaba a punto de incorporarse como jefe de la guerrilla comunista en la zona de Córdoba, fue detenido de nuevo por la policía.
Durante el franquismo pasó 19 años en prisión, evitando ser condenado a muerte gracias a sus familiares y amigos. Pasó dos años incomunicado en el Penal de Burgos siendo director del mismo Batista.

## Semblanza
La opinión que de él tienen como militar varios autores (Ramón Salas Larrazábal, Perea Capulino) es muy buena, considerándole como uno de los 3 o 4 jefes de milicias más brillantes. Ambos autores también critican la falta de apoyo que tuvo Toral por parte del Partido Comunista, que no dudó en ensalzar a otros líderes milicianos de menor valía.